# Judd Holdren
Judd Clifton Holdren (16 de outubro de 1915 – 11 de março de 1974) foi um ator de cinema estadunidense, que ficou mais conhecido por estrelar seriados de ficção científica nos anos 1950, tais como Captain Video: Master of the Stratosphere (1951), Zombies of the Stratosphere (1952), The Lost Planet (1953), e o semi-seriado Commando Cody: Sky Marshal of the Universe (1953). Holdren atuou em cerca de 45 filmes entre 1949 e 1963.

## Início
Judd nasceu perto de Villisca, Iowa, o 5º entre 10 irmãos da família rural de John e Cora Holdren, e cedo demonstrou interesse pela carreira de ator. Ele saiu da escola para viajar para Omaha, em Nebraska, onde estudou no Omaha Playhouse.  
Durante a  Segunda Guerra Mundial serviu na Guarda Costeira dos Estados Unidos, no navio USS General H. B. Freeman (AP-143), e depois mudou-se para Hollywood. Seu primeiro emprego foi como modelo masculino.

## Carreira
Em muitos de seus filmes de início de carreira, teve pequenos papéis não creditados, como em All the King's Men (1949), seu primerio filme, e Francis the Talking Mule (1950). Entretanto, alcançou papéis principais em Purple Heart Diary (1951) co-estrelado por Frances Langford, e em Captain Video: Master of the Stratosphere (1951), a versão serial do Capitão Vídeo da série de televisão, tornando-se o terceiro ator (atrás de Richard Coogan e Al Hodge) a assumir o eprsonagem heróico do Capitão. Holdren interpretou Aramis no filme de aventura dos Os Três Mosqueteiros Lady in the Iron Mask (1952), que estrelava Louis Hayward como D'Artagnan e Patricia Medina no papel título. Após The Lost Planet (1953), Holdren tentou se manter no meio televisivo, mas teve um sucesso limitado.
Ele apareceu em algumas séries de TV, como Dragnet e The Lone Ranger, mas geralmente em pequenos papéis, muitas vezes sem créditos. Suas últimas aparições significativas foram pequenos papéis em filmes como Jeanne Eagels (1957), Ice Palace (1960) e The Rise and Fall of Legs Diamond (1960). A rapidez de seu declínio é indicada pelo fato de que em Commando Cody: Sky Marshal of the Universe (1953) ele interpreta o papel principal e Richard Crane interpreta seu cômico ajudante, porém na série de TV Rocky Jones Space Ranger (1953–54), Richard Crane desempenha o papel principal e Holdren tem apenas uma parte em dois episódios, como Ranger Higgins.
Após 1960, Holdren Holdren tornou-se um vendedor de seguros em tempo integral. Durante seus anos de Hollywood, ele foi visto em público acompanhado de muitas belezas diferentes de Hollywood, mas nunca se casou.

## Morte
Holdren cometeu suicídio em 11 de março de 1974, aos 48 anos, atirando em sua própria cabeça. Foi sepultado no Valhalla Memorial Park, em North Hollywood, Los Angeles, Califórnia.

## Filmografia parcial
- All the King's Men (1949)
- Francis the Talking Mule (1950)
- Rocketship X-M (1950)
- Purple Heart Diary (1951)
- Captain Video: Master of the Stratosphere (1951)
- Zombies of the Stratosphere (1952)
- Lady in the Iron Mask (1952
- The Lost Planet (1953)
- Commando Cody: Sky Marshal of the Universe (1953)
- Jeanne Eagels (1957)
- Ice Palace (1960)
- The Rise and Fall of Legs Diamond (1960)
- Critic's Choice (1963)